# Pyhia
Pyhia, Pyihia o Petepihu (p3-ỉḥỉ3) van ser una princesa egípcia de la XVIII dinastia. Era filla de Tutmosis IV.
Van col·locar la seva mòmia a l'amagatall de Xeikh Abd el-Qurna juntament amb la de diverses altres princeses: les seves possibles germanes Amenemopet i Tiaa, la seva neboda Nebetia i les princeses Tatau, Henutiunu, Merytptah, Sithori i Wiay. La tomba va ser descoberta el 1857.